# تاكويا إغوتشي
تاكويا إغوتشي (باليابانية: 江口 拓也) هو مؤدي أصوات ياباني ولد في 22 مايو 1987 في محافظة إيباراكي.

## أدواره في الأنمي

### مسلسلات أنمي تلفزيونية
- طوكيو ريفينجيرز - هانما شوجي * عدن الشرق - ساتوشي أوسوغي
- الأرجوحة الطائرة - زميل يوتا
- أمناء المكتبة المقاتلون: كتاب بانتورا - هيوي جانفوس
- حفيد نوراريهيون - يوكاي جرذ
- كاتاناغاتاري - مانيوا بوفورا
- غوسيك - كازويا كوجو
- أريا الرصاصة القرمزية - ريو شيرانوي
- البدلة المتنقلة جاندام إيج - أسيم أسنو
- أمير عالم الشياطين: ديفلز آند رياليست - ويليام تواينينغ
- كوميديا رومانسية شبابي خاطئة كما توقعت. - هاتشيمان هيكيغايا
- كوميديا رومانسية شبابي خاطئة كما توقعت. التتمة - هاتشيمان هيكيغايا
- كوميديا رومانسية شبابي خاطئة كما توقعت. الخاتمة - هاتشيمان هيكيغايا
- سلة كوروكو - شينجي كوغاني
- بوكيمون بلاك/وايت - تشيرين
- بوكيمون أوريجينز - بلو
- سورد آرت أونلاين - داكر
- طموحات أودا نوبونا - ساغارا يوشيهارو
- قصة حبي!! - تاكيو غودا
- هاماتورا - ماو
- رد:_هاماتورا - ماو
- هايكيو!! - يوجي تيروشيما
- برينس أوف سترايد ألترنيتيف - مانتارو تشيوماتسو
- البركة لهذا العالم الرائع! - كيويا ميتسوروغي
- ناينتي ون دايز - نيرو فانيتي
- مندوب المبيعات الضاحك NEW - كينيتشي ناكاجيما (حلم اليقظة)
- دانغانرونبا 3: نهاية أكاديمية قمة الأمل - سونوسكي إيزايوي
- جاندام بيلد فايترز - لوانغ دالارا
- معركة الأبراج - الأخ تاتسومي الأكبر
- فتيان سانريو - كوتا هاسيغاوا
- برج الحاكم - شيبيسو
- غيفن - أكيهيكو كاجي
- إعادة تجسيدي في هيئة هلام - سوي
- فروتس باسكت 1st season - كاكيرو مانابي
- فروتس باسكت 2nd season - كاكيرو مانابي
- دارلينغ إن ذا فرانكس - 9'γ
- الحبيبة المنزلية - فوميا كوريموتو
- المدير الأوسط تونيغاوا - دوشيتا
- سيف قاتل الشياطين: قطار اللانهاية - الشاب المصاب بالسل
- سباي إكس فاميلي - لويد فورجر
- حريم نهاية العالم - كيوجي هينو

### أنمي الإنترنت
- باكي (2018) - كاورو هاناياما

### أفلام أنمي
- عدن الشرق: الفيلم الأول: The King of Eden - ساتوشي أوسوغي
- عدن الشرق: الفيلم الثاني: Paradise Lost - ساتوشي أوسوغي
- سلسلة أفلام كود غياس: أكيتو المنفي
  - كود غياس: أكيتو المنفي: الفصل الأول «وصول التنين» - أوغست
- فيلم بوكيمون: زوروارك سيد الأوهام - فيغوروث
- فيلم غيفن - أكيهيكو كاجي
- سلة كوروكو الفيلم: لست غيم - شينجي كوغاني
- قاتل الشياطين الفيلم: قطار اللانهاية - الشاب المصاب بالسل

## أدواره في ألعاب الفيديو
- برينس أوف سترايد - مانتارو تشيوماتسو
- انسمبل ستارز - هيبيكي واتارو

## وصلات خارجية
- تاكويا إغوتشي على موقع IMDb (الإنجليزية)
- تاكويا إغوتشي على موقع ألو سيني (الفرنسية)
- تاكويا إغوتشي على موقع ميوزك برينز (الإنجليزية)
- تاكويا إغوتشي على موقع قاعدة بيانات الفيلم (الإنجليزية)
- تاكويا إغوتشي على موقع كينوبويسك (الروسية)
- تاكويا إغوتشي على موقع ANN person (الإنجليزية)